# Приходи на меня посмотреть
«Приходи́ на меня́ посмотре́ть...» — российский художественный фильм, поставленный в 2000 году по пьесе Надежды Птушкиной «Пока она умирала». Режиссёрский дебют актёра Олега Янковского и оператора Михаила Аграновича.
Картина — победитель конкурса «Выборгский счёт» кинофестиваля «Окно в Европу» (2001 год).

## Сюжет
Татьяна, женщина среднего возраста, живёт в Москве со своей больной матерью Софьей Ивановной, которая последние десять лет не может ходить и очень переживает, что дочь осталась старой девой. Матери представляется, что в этом только её вина — в желании удержать Татьяну около себя.
За неделю до Нового года Софья Ивановна заявляет, что умрёт в ближайшие 2—3 дня и ей бы хотелось уйти, зная, что дочь счастлива. В отчаянии она трижды стучит костяшками пальцев по столу. В квартире гаснет свет, раздаётся стук в дверь. На пороге стоит незнакомый мужчина по имени Игорь с букетом роз и шампанским. Оказалось, он шёл на свидание к молодой любовнице и ошибся домом. Татьяне приходит в голову идея представить этого человека своим женихом. Тот, проявляя здоровый авантюризм, решается подыграть Татьяне. Позвонив своей возлюбленной, он излагает версию внезапного совещания на работе, забывая, что у неё стоит определитель номера. Девушка перезванивает, трубку поднимает Татьяна… Игорь пытается перезвонить, но обратной связи нет. Софья Ивановна благословляет дочь и Игоря, обещая прожить 2—3 месяца, чтобы дождаться их свадьбы. После обмена мнениями с Татьяной Игорь уходит.
Радуясь, что у дочери есть жених, Софья Ивановна высказывает пожелание, что было бы хорошо иметь ещё и внучку.
Чтобы утешить умирающую маму, Татьяна подговаривает продавщицу Дину из овощного магазина сыграть роль внезапно найденной дочери, от которой она якобы отказалась ещё в роддоме. Эта сцена происходит на глазах у Игоря, который решил продолжить случайное знакомство, так как ему очень пришёлся по душе уют, царящий в доме у женщин и которого ему так не хватает в жизни. Однако присутствия Игоря при встрече с названной внучкой не предполагалось. Выкручиваясь и импровизируя, Татьяна назначает Игоря отцом своей якобы дочери… Счастливая Софья Ивановна дарит фамильные драгоценности вновь обретённой внучке.
Обалдевшая от подарка «внучка» объявляет о неотложных делах и уходит вместе с драгоценностями. Игорь считает, что Татьяна переборщила с враньём, после чего те ссорятся, и  Игорь в запале даёт Татьяне пощёчину. Но той это даже нравится, так как ни с одним мужчиной её отношения не доходили до таких страстей.
Вечер Нового года. Мать настаивает на том, чтобы Татьяна провела праздник с Игорем, и та уходит в зимний город практически в никуда. На улице происходит неожиданная встреча с «дочерью» — Дина, в образе Деда Мороза на костылях, направлялась к Татьяне с целью вернуть подаренные «бабушкой» фамильные драгоценности… Таня предлагает Дине «сдаться» и рассказать всю правду Софье Ивановне, но Дина отговаривает Татьяну: ей, выросшей в детдоме и неблагополучной приёмной семье, неожиданно полюбилась так тепло принявшая ее «бабушка». Вместе они приходят домой, где застают Софью Ивановну, которая встала на ноги. Под бой курантов в костюме ещё одного Деда Мороза на лестничной площадке появляется и Игорь, который делает предложение Татьяне и просит у неё прощения за пощёчину, на что Татьяна замечает, что это её лучшее воспоминание. 
«Внучка» объявляет о беременности… Софья Ивановна счастлива. Теперь у неё полная семья: дочь, зять, внучка и скоро будет правнук. Она просит внучку поторопиться, потому как считает, что ей недолго радоваться с ними: «И не уговаривайте, года три-четыре! Не больше!». И лишь одно её удручает, что у её правнука не будет отца. Дина отвечает: «Если б я знала, кто это мог быть». Но Софья Ивановна и слушать ничего не желает и на эмоциях трижды стучит костяшками пальцев по столу, произнося фразу: «У моего правнука должен быть отец!». В этот момент раздаётся стук в дверь. Удивлённая Дина идёт открывать, все смотрят ей вслед с загадочными улыбками. Никто уже не сомневается, что снова произошло чудо.

## В ролях
- Екатерина Васильева — Софья Ивановна
- Ирина Купченко — Татьяна, дочь Софьи Ивановны
- Олег Янковский — Игорь, «жених» Татьяны
- Наталья Щукина — Дина, продавщица из овощного магазина, «внучка» Софьи Ивановны
- Иван Янковский — Ваня, соседский мальчишка-«ангел», бросающий банановые шкурки
- Марк Рудинштейн — мужчина с ящиком шампанского

## Съёмочная группа
- Автор сценария — Надежда Птушкина
- Режиссёры-постановщики — Михаил Агранович и Олег Янковский
- Оператор-постановщик — Михаил Агранович
- Оператор за камерой — Виктор Шейнин
- Художники-постановщики — Владимир Филиппов и Ольга Кравченя
- Композитор — Вадим Биберган
- Звукорежиссёр — Роланд Казарян
- Режиссёр монтаж — Ольга Гриншпун
- Художники по костюмам — Наталья Дзюбенко
- Художники-гримёры — Светлана Лобанова и Луиза Мачильская
- Оркестр кинематографии Российской Федерации
  - Дирижёр Сергей Скрипка
- Директор фильма — Валентина Зайцева
- Генеральные продюсеры — Игорь Толстунов и Владимир Грамматиков

## Факты
- В отличие от пьесы, в фильме главные герои моложе. В пьесе Тане и Игорю около шестидесяти, а Дине — сорок. В фильме — Тане и Игорю около пятидесяти, а Дине — всего 26.
- Романс «Приходи на меня посмотреть» на стихи Анны Ахматовой (муз. Вадима Бибергана) звучит в исполнении Елены Камбуровой.
- Олег Янковский так говорит об этой работе:

Это была «проба пера». В потоке чудовищно-чёрного кино захотелось вдруг снять какую-то добрую, светлую историю, захотелось какой-то сказки и доброты. Хотя я исповедую и люблю другое кино.— «День» №188, 16 октября 2002

## Награды и номинации
- 2001 — Кинофестиваль «Окно в Европу»
  - Лауреат конкурса «Выборгский счёт» (М. Агранович и О. Янковский)
- 2001 — I фестиваль-смотр российских фильмов «про любовь» «Любить по-русски I» (Дом Ханжонкова)[2]
  - «Золотая подкова» (О. Янковский за режиссуру)
  - «Золотая подкова» (О. Янковский за исполнение главной роли)
- 2001 — Диплом жюри МКФ «goEast-2001» (Висбаден)
- 2001 — «Ника»[3]
  - Номинация в категории «Лучшая мужская роль в кино» (О. Янковский)
  - Номинация в категории «Лучшая женская роль» (Е. Васильева)
- 2001 — «Кинотавр»
  - Приз за лучшую мужскую роль (О. Янковский)
- 2001 — МКФ «Лiстапад» (Минск)
  - Гран-при за лучший фильм «Золото Лістапада»